# Ханс-Йозеф Ортхайл
Ханс-Йозеф Ортхайл (на немски: Hanns-Josef Ortheil) е немски писател, филолог, литературен критик и пианист, автор на романи, разкази, есета и биографии.

## Биография и творчество
Ханс-Йозеф Ортхайл е роден през 1951 г. в Кьолн. По време на Втората световна война родителите му загубват двама синове, а след края на войната – още двама. Поради тази семейна драма Ханс-Йозеф проговаря едва на седемгодишна възраст.
Спасение от тягостното детство четиригодишното момче намира в уроци по пиано. Бързо напредва в обучението и решава да поеме попрището на пианист. По-късно следва в римската консерватория и се издържа като органист в църквата „Санта Мария дел'Анима“. Обаче получава тежко заболяване на сухожилията и се налага да промени намеренията си.
Следва история на изкуството в Рим, а също музикознание, философия, германистика, и сравнително литературознание в университетите на Майнц, Гьотинген, Париж и Рим.
По време на следването си през 70-те години работи като журналист в областта на киното и музиката, а по-късно като фейлетонист и литературен критик за „Франкфуртер Алгемайне Цайтунг“, Цайт, Велт, Шпигел и Нойе Цюрхер Цайтунг.
През 1976 г. защитава докторска дисертация върху „Теория на романа в епохата на Френската революция“ в университета на Майнц. От 1976 до 1982 г. е там научен сътрудник, а от 1982 до 1988 г. – асистент.
През 1979 г. Ортхайл дебютира като писател с романа „Фермер“ („Fermer“), за който получава първата „Литературна награда „Аспекте““ на телевизия ZDF за най-добра немскоезична дебютна творба.
От 1988 до 1990 г. е писател на свободна практика.
През 1990 г. получава доцентура по „творческо писане“ и съвременна литература в университета на Хилдесхайм. През 2003 г. е избран за професор по същата дисциплина.
През 2008 г. Ортхайл става първият директор на новосъздадения „Институт по творческо писане и литературознание“ в университета на Хилдесхайм. Наред с тази си преподавателска дейност Ортхайл става доцент по поетика в „Washington University in St. Louis/USA“, както и в университетите на Падерборн, Билефелд, Хайделберг, Цюрих и Бамберг.
Член е на немския ПЕН клуб и на Баварската академия за изящни изкуства в Мюнхен.

#### Нехудожествени творби
- Der poetische Widerstand im Roman. Geschichte und Auslegung des Romans im 17. und 18. Jahrhundert (= Diss.), 1980
- Mozart im Innern seiner Sprachen, 1987
- Das Glück der Musik – Vom Vergnügen, Mozart zu hören, 2006
- Wie Romane entstehen, Gemeinsam mit Klaus Siblewski, 2008
- Lesehunger. Ein Bücher-Menu in 12 Gängen, 2009
- Schreiben dicht am Leben. Notieren und Skizzieren, 2012
- Schreiben auf Reisen, 2012
- Die Gegenwärtigkeit des Glaubens, Reflexion zum Text der Kantate BWV 151 „Süsser Trost, mein Jesus kömmt“. Anlässlich der Aufführung durch die J. S. Bach-Stiftung am 13. Dezember 2013 in Trogen AR
- Schreiben über mich selbst. Spielformen des autobiografischen Schreibens, 2014
- Die Pariser Abende des Roland Barthes, 2015

#### Биографии
- Wilhelm Klemm – Ein Lyriker der „Menschheitsdämmerung“, 1979
- Jean Paul, 1984

#### Съвременни романи и автобиографични есета
- Fermer, Roman, 1979
- Hecke, Erzählung, 1983
- Köder, Beute und Schatten. Suchbewegungen, Essays, 1985
- Schwerenöter, Roman, 1987
- Agenten, Roman, 1989
- Schauprozesse. Beiträge zur Kultur der 80er Jahre, Essays, 1990
- Abschied von den Kriegsteilnehmern, Roman, 1992
- Römische Sequenz, Notizen, 1993
- Familienbande. Die Anfänge des Schreibens, 1994
- Das Element des Elephanten, 1994
- Blauer Weg, 1996, 2014
- Beschreibung: Erwin Wortelkamps Tal bei Hasselbach im Westerwald, 2000
- Lo und Lu, 2001
- Die große Liebe, Roman, 2003
- Venedig. München 2004.
- Die weißen Inseln der Zeit. Orte, Bilder, Lektüren, Feuilletons, Reden, Essays, Notizen, 2004
- Das große Fest der Schrift. Aufzeichnungen zum Literaturfestival "Prosanova", 2005
- Die geheimen Stunden der Nacht, 2005
- Das Verlangen nach Liebe, 2007
- Die Erfindung des Lebens, 2009
- Rom. Eine Ekstase. Oasen für die Sinne, 2009
- Die Moselreise. Roman eines Kindes, 2010
- Liebesnähe, 2011
- Das Kind, das nicht fragte, Roman, 2012
- Die Berlinreise, 2014
- Rom, Villa Massimo, 2015
- Der Stift und das Papier, 2015
- Was ich liebe – und was nicht, 2016
- Der Typ ist da, 2017
- Paris, links der Seine, 2017

#### Исторически романи
- Faustinas Küsse, 1998
- Im Licht der Lagune, 1999
- Die Nacht des Don Juan, 2000

## Награди и отличия
- 1979: „Литературна награда „Аспекте““
- 1981: Förderpreis des Landes Nordrhein-Westfalen für Literatur
- 1982: „Награда Ингеборг Бахман“ (специална награда)[2]
- 1988: Literaturpreis der Stadt Stuttgart
- 1991: Deutsche Akademie Rom Villa Massimo-Stipendium
- 2000: „Бранденбургска литературна награда“
- 2000/2001: Mainzer Stadtschreiber
- 2001: Verdienstorden des Landes Baden-Württemberg
- 2002: „Награда Томас Ман“ на град Любек
- 2004: „Награда Георг К. Глазер“
- 2006: Koblenzer Literaturpreis
- 2007: „Награда Николас Борн“
- 2009: „Награда Елизабет Ланггесер“
- 2014: „Награда Щефан Андрес“
- 2016: „Награда Ханелоре Греве“